# DS-2 (satelita)

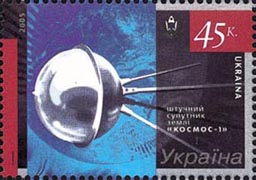
Kosmos-1 na ukraińskim znaczku

DS-2 – seria radzieckich satelitów technologicznych wyprodukowanych przez ukraińskie zakłady KB Jużnoje (OKB-586). Wynoszone w kosmos rakietą Kosmos 63S1 z kosmodromu Kapustin Jar. Stanowiły część dużego programu Dniepropetrowsk Sputnik (DS). Ważyły około 47 kg.
8 sierpnia 1960 Komitet Centralny Partii Komunistycznej i Rada Ministrów ZSRR wydały dekret „O budowie rakiety nośnej 63S1 w oparciu o rakietę R-12 oraz o budowie i wystrzeleniu małego sztucznego satelity”. Dokument pozwolił biuru konstrukcyjnemu OKB-586 na rozpoczęcie prac nad rakietą i satelitami.
DS-2 były uproszczoną wersją satelitów DS-1, których dwa starty zakończyły się niepowodzeniem. W modelu DS-2 pominięto cylindryczną sekcję zawierającą urządzenia awioniczne.
Wystrzelono dwa satelity tej serii:
- Kosmos 1 (DS-2 1) – pomyślnie wystrzelony 16 marca 1962 o 11:59 GMT. Numer COSPAR: 1962-Theta-1 (1962 THE 1).
- DS-2 2 – wystrzelony 1 grudnia 1964. Start nie udał się, gdyż nie odpadła osłona ładunku (pozostał „uwięziony” w rakiecie). Numer COSPAR: 1964-F13